# Avogadria ecclesiastica
L'avogadria ecclesiastica (in tedesco Kastvogtei, chiamato anche Schirmvogtei o Kastenvogtei) è un termine legale di origine alemanna, valido dal pieno medioevo al primo periodo moderno. Nell'assumere l'ufficio di Schirmvogt, i feudatari erano responsabili della protezione di un monastero o di una fondazione e di alcuni compiti nella gestione dell'economia del monastero (Kasten = magazzino), della sua giurisdizione e della rappresentanza legale del monastero davanti ai tribunali. In cambio, parte della decima andava allo Schirmvogt.